# Calvörde
Calvörde é um município da Alemanha, situado no distrito de Börde, no estado de Saxônia-Anhalt. Tem 122,09 km² de área, e sua população em 2019 foi estimada em 3.406 habitantes.